# Ledopád

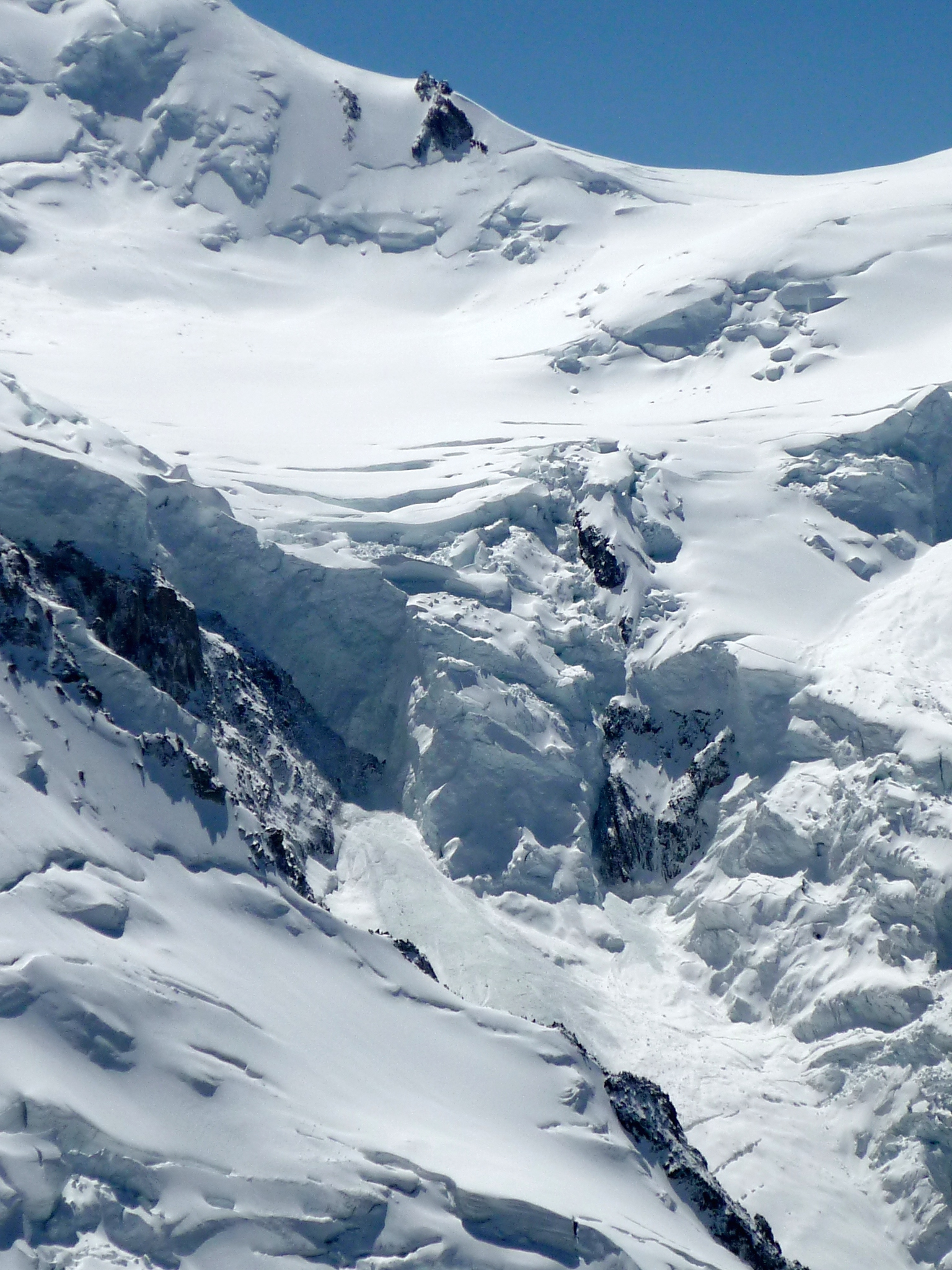
Ledopád na Bossonském ledovci ve Francii

Ledopád je jedním z tvarů horských ledovců. Vzniká tam, kde má podloží ledovce prudký sklon nebo se průřez podloží zužuje. V těchto místech je patrné chaotické rozpukání povrchu ledovce, které je nejvýraznější důsledkem ledovcového proudu.
Termín ledopád je tvořen analogií se slovem vodopád, který má ale mnohem vyšší rychlost průtoku.
Horolezci zdolávají ledopády pro jejich krásu a výzvy, které představují. V některých případech může ledopád představovat jedinou proveditelnou nebo nejjednodušší cestu k úpatí hory. Příkladem je ledopád Khumbu na nepálské straně Mount Everestu, který leží ve výšce 5500 m n. m. a je popisován jako „zrádný“ a „nebezpečný“.

## Vznik a výskyt
Většina ledovců stéká rychlostí několika set metrů za rok či méně. V místě vyššího spádu se rychlost proudu zvyšuje na několik kilometrů za rok a toto rychlé proudění není plastická deformace ledu schopna přenést. Proto se led trhá a protínající se trhliny vytvářejí ledové bloky - seraky. Tyto procesy jsou většinou nepostřehnutelné, nicméně serak se může zhroutit náhle a bez varování. Pro horolezce v ledopádu toto představuje značné riziko. Pod ledopádem se podloží ledovce rozšiřuje, často i zplošťuje a rychlost toku zpomaluje. Rozsedliny se uzavírají a povrch ledovce bývá mnohem hladší. V těchto místech je daleko snazší ledopád přejít.
Ledopády se co do výšky značně liší. Ledopád na Rooseveltově ledovci na severní straně Mount Baker (Kaskádové pohoří, USA) je asi 730 m vysoký. Na fotografii vlevo jsou vidět typické tvary ledopádů v horských ledovcích, jak led teče z vyšší sběrné oblasti do zóny ablace v nižším údolí. Mnohem větší ledopády lze nalézt v ledovcových splazech kontinentálních ledovců.
Ledový útes na fotografii vpravo je vysoký dvacet až čtyřicet metrů. Ledopád vtékající do Lambertova ledovce v Antarktidě je 7 km široký a 14 km dlouhý a má převýšení 400 metrů, což je jen o něco více než polovina výšky ledopádu na Rooseveltově ledovci.

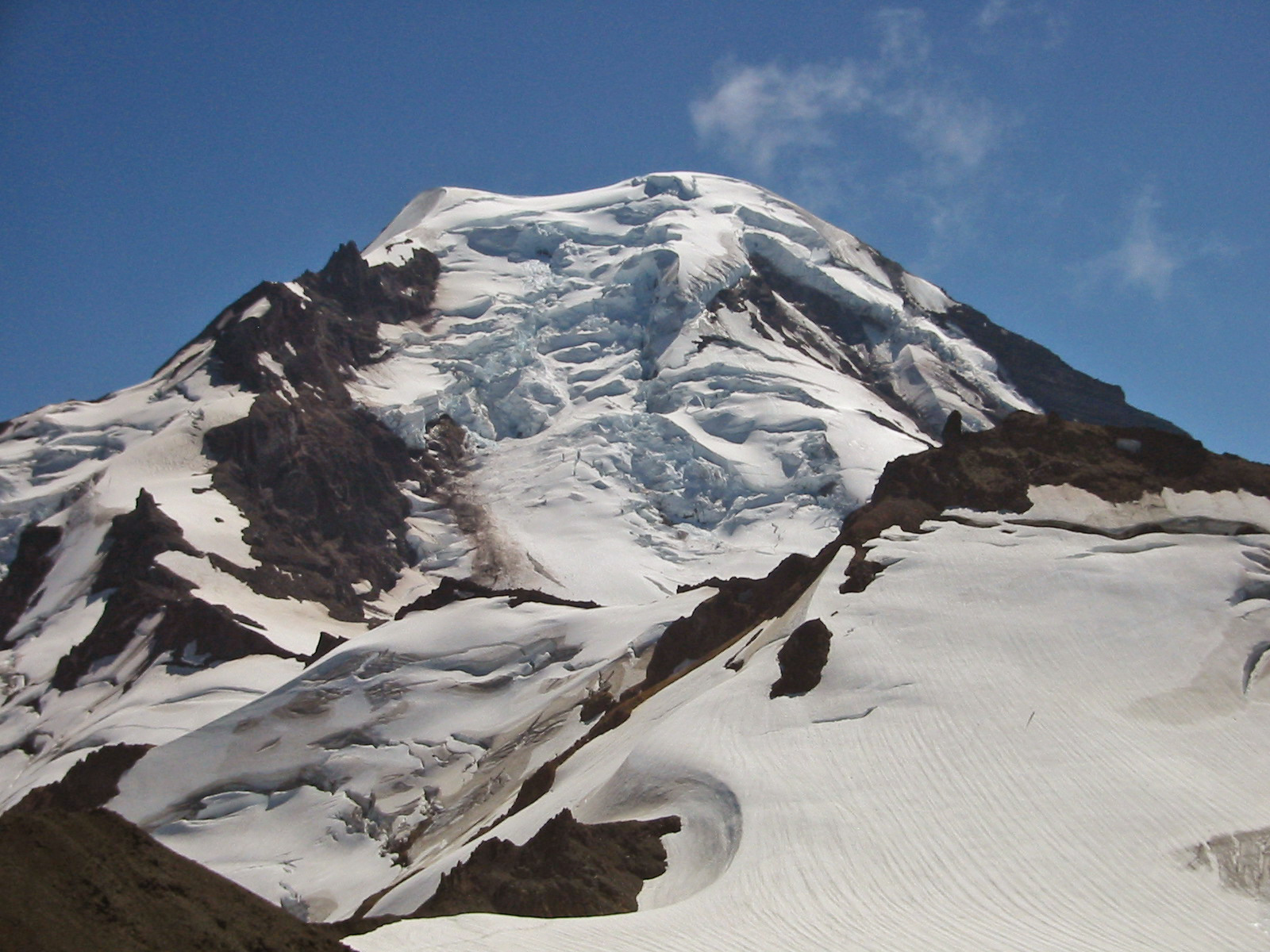
Uprostřed 730 m vysoký ledopád na Rooseveltově ledovci
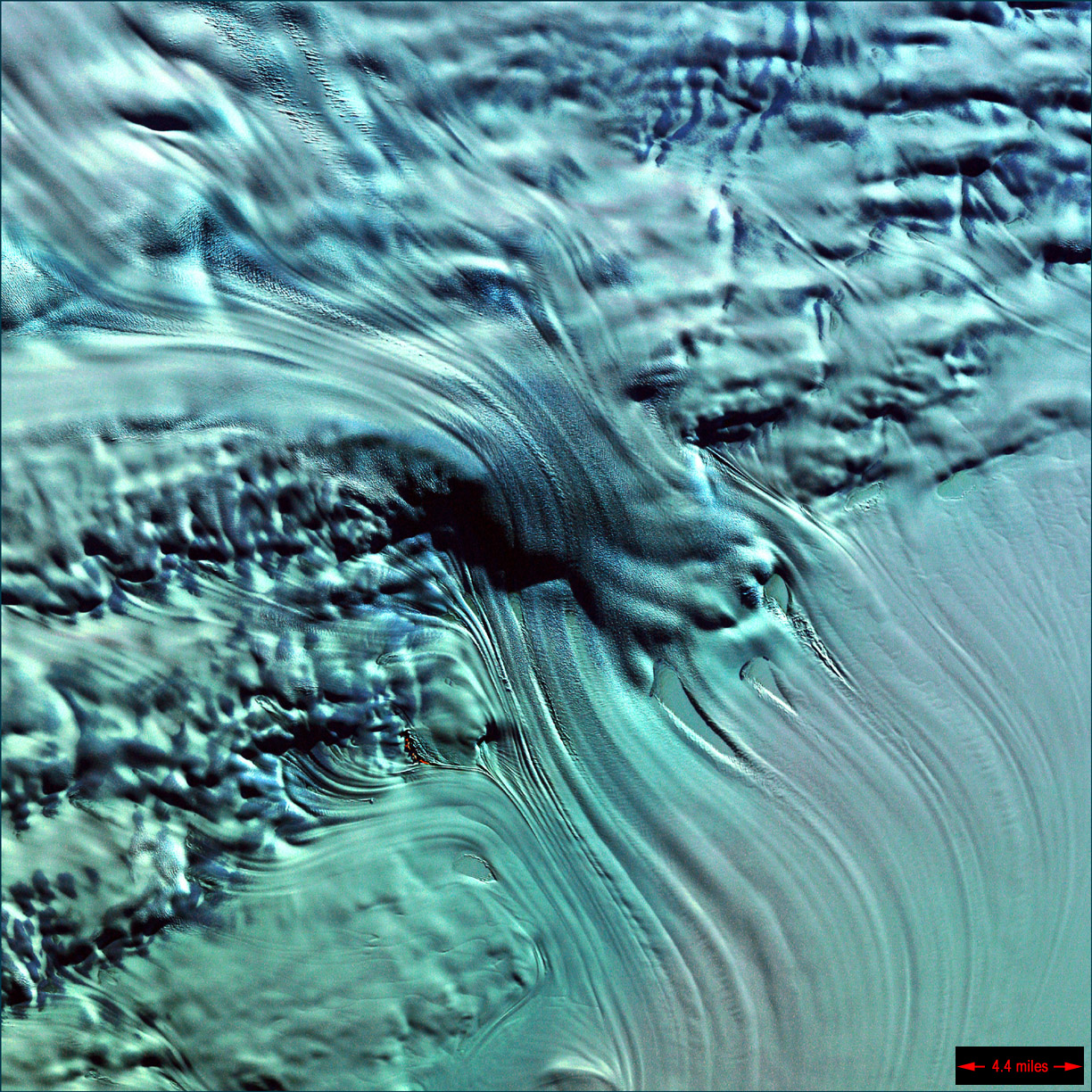
Ledopád tekoucí do Lambertva ledovce